# Cornelio de Beer

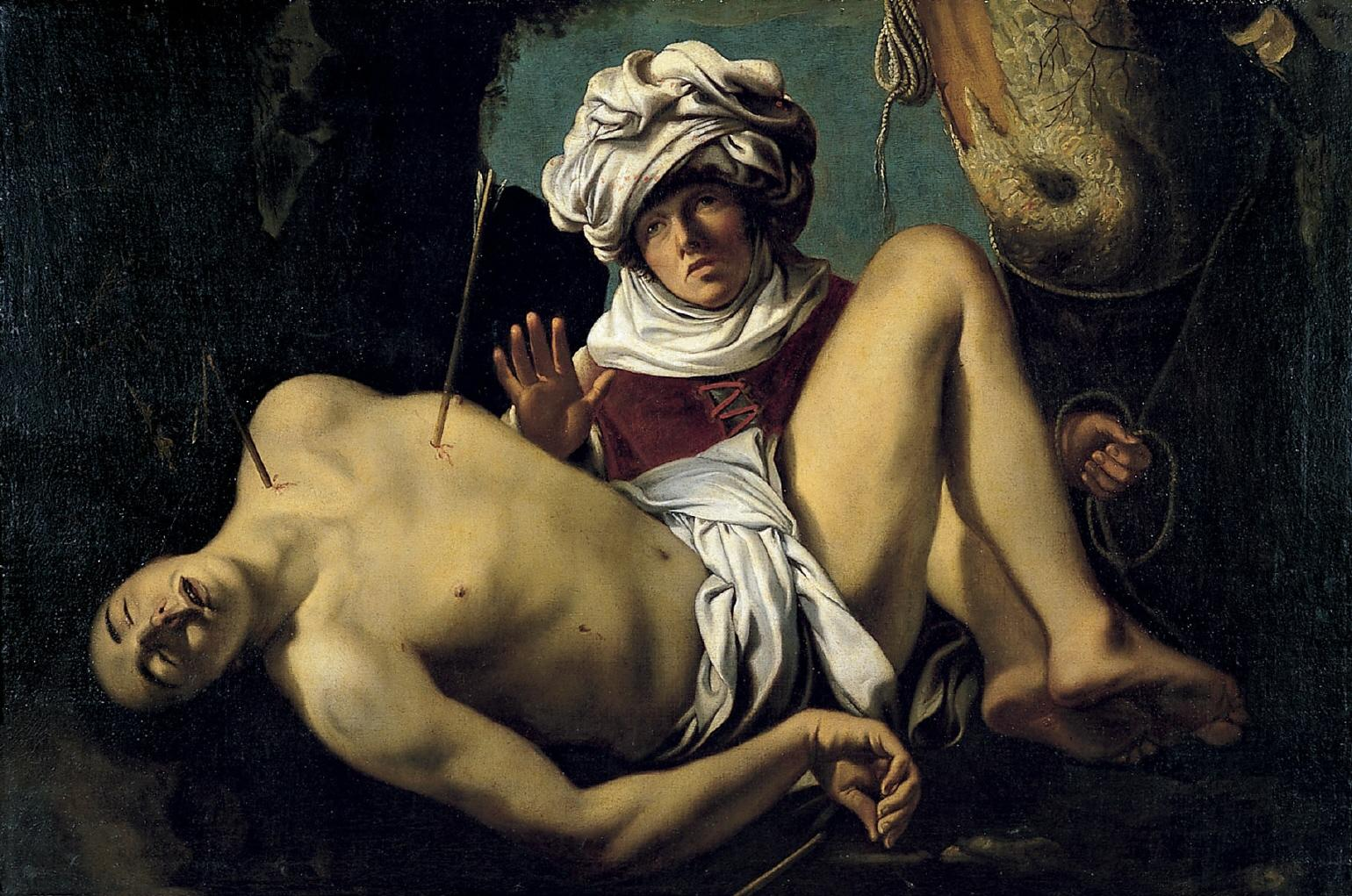
San Sebastián atendido por santa Irene, óleo sobre lienzo, 107 x 162 cm, Real Academia de Bellas Artes de San Fernando.

Cornelis o Cornelio de Beer (Utrecht, 1586-Madrid, 1651) fue un pintor y editor de estampas de origen holandés establecido en Madrid, hijo de Joost de Beer, pintor de Utrecht. 

## Biografía y obra
Ceán Bermúdez, que lo decía de origen flamenco, como figura en algún documento, escribió que una vez establecido en España pintó «cuadros de caballete con alegre y fresco colorido y buena imitación de la naturaleza»; sin embargo solo pudo mencionar una obra salida de su mano: un Triunfo del Sacramento de gran tamaño y con muchas figuras, que se conservaba en una capilla del convento de las capuchinas de Murcia, actualmente perdido.
El año y lugar de nacimiento se obtienen de la información hecha en Madrid en 1632 acerca de la calidad y méritos del aspirante a archero Pedro Perret, hijo. Concordantemente, en 1638, en el documento de tasación de los bienes de Antonio Ponce de Santa Cruz, médico de cámara de su majestad, Beer declaró ser de edad de cincuenta y tres años poco más o menos. En Madrid —a donde podría haber llegado hacia 1608— se le documenta a partir de febrero de 1618 cuando recibió como aprendiz a Francisco de Balera, hijo de un zapatero. El mismo año, en septiembre, celebró su matrimonio con Ana de Conce o Soncer. En julio de 1622 se comprometió a pagar 7000 reales por cuatro años de alquiler de una casa en la Carrera de San Jerónimo. Nada más llegar a Madrid entró en contacto con otros artistas flamencos como Pedro Perret; a su hijo, Pedro Perete, lo tuvo en su casa durante cinco años, posiblemente como aprendiz, según el testimonio que prestó cuando Perret hijo solicitó ser admitido en la guardia de los archeros reales. También el hijo de Juan van der Hamen, Francisco van der Hamen y León, se formó con él. De 1627 a 1642 se le encuentra ocupado con cierta frecuencia como tasador de pinturas, actividad con la que completaría los ingresos obtenidos con la edición y comercio de estampas y con la práctica de la pintura. Como editor de estampas, aunque en su mayor parte de devoción, editó también una serie de las Cuatro estaciones grabada por Juan de Noort por pinturas de Jacopo Bassano y un San Lorenzo grabado por Pedro Rodríguez sobre Rubens. Su propia hija María Eugenia fue grabadora de calidad, formada quizá con Pedro Perret, hijo, que en su testamento fechado en 1639 reconocía una deuda de 28 reales con Beer, quien le había editado también algunas de sus estampas. Además de editor, comerció con estampas, como indica un grabado de la toma de la fortaleza de Schenkenschans, firmado en 1635, del que un ejemplar se conserva en la Biblioteca Nacional de España, con una inscripción al pie que indica: «Véndese en casa de Cornelio de Beer pintor. Enfrente de las Casas de Duque de Lerma».
Como otros pintores flamencos establecidos en Madrid (alrededor de cuarenta en el siglo XVII) en 1637 pidió ser admitido como miembro de la guardia de archeros reales, sin obtenerlo quizá a causa de su edad. En 1641 casó a su hija con Nicolás Merstraten, de origen flamenco, entregándole una dote de mil ducados, lo que indica una posición económica desahogada: doscientos en metálico y el resto en ajuar, incluyendo algunas joyas y setenta y siete cuadros de motivos diversos sin que en ningún caso se indique el nombre del autor, que pudiera ser el propio Beer para la mayor parte. Con todo, ningún cuadro pintado en Madrid se conoce. Después de 1643, cuando se pierde su rastro en Madrid, es posible que se desplazase a la región de Murcia, donde se encontraba el lienzo de las capuchinas al que hacía referencia Ceán Bermúdez, al parecer fechado en 1648. En la misma región, en la antigua Colegiata de San Patricio de Lorca, se encuentra un Sacrificio de Isaac, firmado, donado en el siglo XVIII por los herederos de Juan Pérez de Meca junto con otros cuatro lienzos atribuidos también a Beer por semejanzas estilísticas, legados a la capilla de San José por el mismo Pérez de Meca en su testamento, fechado en 1670. Cuadros de grandes dimensiones (2,45 m de longitud por 1,90 de alto, sin marcos, excepto el Sacrificio de Isaac, cuyo tamaño es la mitad de los anteriores y de formato vertical), representan, aunque con alguna diferencia sobre lo descrito en el testamento, la Muerte de Abel, Dios bendice a Noé y sus hijos tras la salida del arca, Job en el muladar y David y los tres días de peste sobre Israel, asuntos que se han interpretado en su conjunto como una lección moral destinada a exaltar las virtudes de la Obediencia, la Paciencia y la Humildad. Este grupo de obras, descritas por Alfonso E. Pérez Sánchez como «grandotas, incorrectas de dibujo» y ajenas a todo lo rubensiano, pero próximas a la pintura italiana de inicios del siglo XVII con su interés por los estudios anatómicos y los forzados escorzos, ha permitido identificar como obra de De Beer un San Sebastián atendido por santa Irene conservado en el museo de la Real Academia de Bellas Artes de San Fernando, anteriormente considerado obra de un anónimo caravaggista francés.  
El inventario de sus bienes efectuado a su muerte en 1651 por otro pintor flamenco y archero real natural de Bruselas, Juan Appelmans, incluía diez pinturas de flores, una de ellas una guirnalda con la Virgen y el Niño, bodegones y escenas con perros de lo que nada se conoce.